# Ефекат врата
Ефекат врата или ефекат ажурирања локације је поновљиви психолошки феномен који карактерише краткорочни губитак памћења при проласку кроз врата или кретању са једне локације на другу. Људи имају тенденцију да забораве ствари од скорашњег значаја одмах након преласка границе и често забораве о чему су размишљали или планирали да ураде када уђу у другу просторију. Истраживања сугеришу да се овај феномен јавља и на буквалним границама (нпр. прелазак из једне собе у другу кроз врата) и на метафоричким границама (нпр. замишљање преласка кроз врата или чак при преласку са једног прозора радне површине на други на рачунару).
Памћење је организовано око одређених догађаја или епизода, као што је присуствовање предавању или породични оброк, уместо континуирани ток прекинут сном. Ова организација се назива епизодичко памћење, које подразумева примање и чување информација о догађајима који су привремено датирани, заједно са њиховим временским и просторним односима.
Бројне психолошке студије су показале да спољашњи контекст, укључујући локацију где се догађаји дешавају, игра значајну улогу у начину на који се сећања раздвајају. Овај контекст помаже у успостављању разлика између различитих памћених догађаја. Сећања на догађаје који се дешавају у окружењу у којем се тренутно налазимо су лакше доступна у поређењу са онима са различитих места. Као резултат тога, када доживимо просторне промене и преселимо се на другу локацију, то може деловати као гранични маркер који раздваја и категоризује наш континуирани ток сећања у различите сегменте.